# Skracanie adresów internetowych
Skracanie adresów internetowych – zazwyczaj umożliwienie utworzenia krótkiego aliasu dla długiego adresu URL.
Skrócone adresy znajdują zastosowanie tam, gdzie długość tekstu z przyczyn technicznych jest ograniczona:
- w wiadomościach internetowych ciąg dłuższy niż jedna linia (zwykle do 80 znaków) może być pocięty na kilka linii przy wysyłaniu lub podczas wyświetlania (niektóre programy, niektóre interfejsy webowe)
- wiadomości SMS zgodnie z nazwą mają ograniczoną długość i mogą być pocięte na kilka wiadomości przy wysyłaniu
- opisy w komunikatorach mają ograniczoną długość przynajmniej dla wyświetlania
- odsyłacz umieszczony w publikacji papierowej wymaga przepisania do przeglądarki, przepisanie bardzo długiego odsyłacza jest utrudnione i istnieje większa możliwość zrobienia błędu
- w serwisach mikroblogingowych (np. Twitter, Blip)
- w szkoleniach, prezentacjach i innych zastosowaniach, gdy konieczne jest zapamiętanie adresu – w tym przypadku, wystarczy, że utworzymy adres skrócony w którym będzie występowało słowo kluczowe (wystarczy, że będziemy pamiętać tylko to słowo, a nie pełny, długi adres).

Prawidłowe postępowanie to skracanie jedynie w niezbędnych przypadkach i umieszczanie w miarę możliwości oprócz wersji skróconej również odsyłacza oryginalnego. Takie możliwości istnieją np. w wiadomościach internetowych, gdzie nawet mimo połamania cały oryginalny odsyłacz będzie widoczny i czytelnik będzie mógł się upewnić, że rzeczywiście chce przejść na daną stronę. Nie ma żadnego uzasadnienia, by stosować skrócone adresy w kodzie HTML.
Niektóre serwisy umożliwiają użytkownikowi wybór ciągu znaków, który identyfikuje URL (część skrótu po ukośniku). Dzięki temu można skonstruować skrót, który będzie łatwy do zapamiętania i będzie niósł choćby podstawową informację o docelowym pliku względnie serwisie. Z drugiej strony próba przekazania informacji może pociągać za sobą znaczne wydłużenie skróconego linka, co pozbawia skrót jego jedynej zalety, jaką jest mała długość (mała liczba znaków).
Skracanie adresów często bywa ich zaciemnianiem:
- nadużywanie skrótów również dla jednolinijkowych adresów
- ukrycie prawdziwego adresu bywa stosowane w celach złośliwych lub przestępczych (phishing)
- zerwanie naturalnego dla człowieka skojarzenia treści z nazwą, ułatwiającego zapamiętanie właściwego adresu w celu ponownego odnalezienia
- podawanie dla tego samego adresu docelowego różnych skrótów (nawet z tego samego serwisu skracającego) przez różne osoby, co skutkuje powtarzaniem porad i irytacją pytającego
- konieczność oglądania reklam w większości serwisów skracających
- po reorganizacji docelowej witryny skrót może prowadzić w niewłaściwe miejsce lub donikąd
- lepiej podać słowa kluczowe niż skrót do rezultatów wyszukiwania

Niedogodności te tylko częściowo usuwa możliwość obejrzenia adresu docelowego w serwisie skracania czy dodania do słów kluczowych do skrótu, podważenie zaufania do skróconego adresu pozostaje faktem.
Wadą skracania jest również uzależnienie możliwości otwarcia adresu docelowego od działania dodatkowych serwerów i łączy do nich. Po wygaśnięciu skrótu odnalezienie treści oryginalnej jest praktycznie niemożliwe, gdyż nie wiadomo, na jakim serwerze była umieszczona.
Zaletą zastosowania systemów skracających adresy internetowe jest możliwość uaktualniania, edycji adresów docelowych (w rozwiązaniach w których możemy posiadać indywidualne konto i zalogować się). Jeśli np. podamy skrócone adresy w publikacjach drukowanych, książkach to w przypadku, gdy zmienią się adresy docelowe, będzie można je uaktualnić. Dodatkowa funkcjonalność oferowanych rozwiązań to liczniki lub statystyki zliczające ilość wywołań adresu URL
Przykład długiego adresu:
http://domena.serwisu.internetowego.pl/katalog1/katalog2/plik.php?argument1=wartosc1&argument2=wartosc2&sessionid=af6475bc038457ec652527348
Przykład skróconego adresu:
http://example.net/skrót
Skracanie adresów jest możliwe dzięki bazom danych, w których zapisuje się długi adres oraz jego skrót. Następnie poprzez wpisanie adresu skróconego do paska adresu przeglądarki skrypt, uruchamiany najczęściej przez plik konfiguracyjny .htaccess (dotyczy serwerów Apache), przekierowuje użytkownika na adres podany w bazie danych zapisany po odpowiednim identyfikatorem (skrótem).